# Tabaksteelt

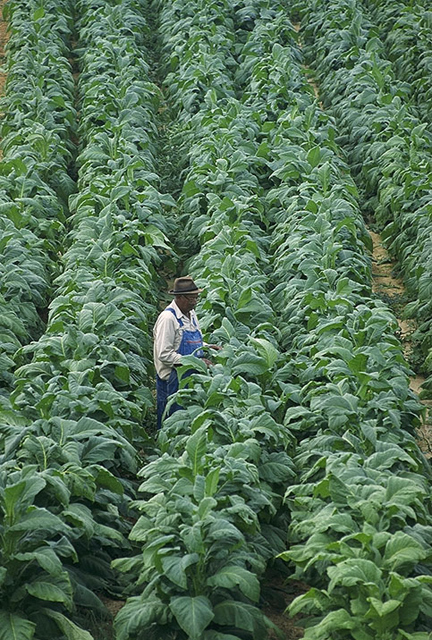
Tabaksteelt in Chatham, Virginia, USA

De tabaksteelt is de teelt van de tabaksplant op plantages teneinde tabak te winnen. 

## Teeltproces en verwerking tot tabak
Tijdens het groeiproces worden de planten getopt, de bloemen worden eruit gesneden, waardoor alle voedingsstoffen aan de bladeren ten goede komen. Omdat niet alle bladeren tegelijk rijp zijn, worden ze een voor een geplukt. De bladeren moeten na het oogsten drogen, dat wordt op 3 verschillende manieren gedaan : in de zon liggend, in ovens of onder een afdakje hangend.
Het drogen duurt ongeveer 3 à 4 weken.
De tabaksbladeren worden nu gebundeld en op een stapel gelegd. Hierdoor gaat de tabak broeien (fermenteren). Dat duurt ongeveer 10 weken. De tabak die dan is ontstaan is vaak een beetje bitter. Om de smaak te verbeteren worden de verschillende tabakssoorten met elkaar gemengd en worden er naargelang de toepassing allerlei geur- en smaakverbeteraars aan toegevoegd. Voorbeelden hiervan zijn suikerstroop, honing, chocolade en pepermunt. Wanneer dat gebeurd is, worden de tabaksbladeren gesorteerd op kwaliteit, grootte, dikte en kleur. In de sigarettenfabriek wordt de tabak in het papier gerold.

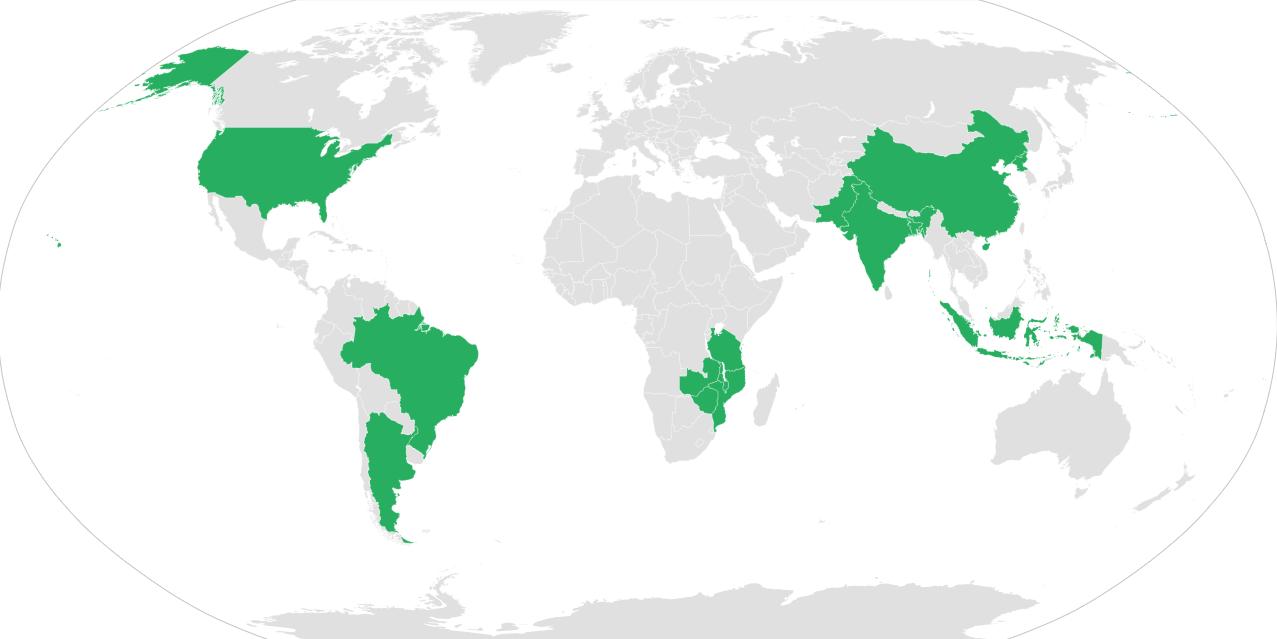
Tabaksteelt in de wereld rond 2017

## Tabaksteelt wereldwijd
Wereldwijd wordt de meeste tabak verbouwd in China, India, Brazilië, de Verenigde Staten, de Europese Unie, Turkije, Zimbabwe, Indonesië, Malawi en Rusland. Verder is er in Azië tabaksteelt in Pakistan en Japan. In Europa wordt tabak vooral verbouwd in Italië, Polen, Spanje, Bulgarije, Griekenland en Frankrijk. Kleinere productie is er in Duitsland, Hongarije, Portugal, Roemenië, België (Wervik) en Slowakije. In Noord- en Zuid-Amerika, waar de tabaksplant vandaan komt, wordt hij ook nog steeds verbouwd in Canada, Argentinië en Mexico.
De verwerking van de tabak gebeurt vaak in de landen waar de plant geteeld wordt. Het land met de grootste sigarettenproductie is China met 1700 miljard sigaretten per jaar. De meeste daarvan zijn bestemd voor de eigen markt. De volgende grote producenten zijn de Verenigde Staten, Rusland en Japan. Nederland staat op nummer 5. Daarvan wordt het meeste geëxporteerd naar andere landen binnen de EU. De productie van sigaretten verplaatst zich steeds meer naar ontwikkelingslanden.
De commerciële tabaksteelt is begin 17e eeuw in Europa opgekomen. Tussen 1610 en 1620 werd voor het eerst in Nederland en Engeland de tabak geteeld.

## Tabaksteelt in België
De streek rond Wervik (West-Vlaanderen) staat bekend om zijn tabaksteelt. Door het wegvallen van de Europese subsidies is het teeltvolume sterk teruggevallen (van 300 bedrijven in 2006 naar 50 bedrijven in 2013). Het telen en verwerken van tabak wordt dan ook steeds meer als een folkloregebeuren gezien.
Ook de streek van Ninove (Oost-Vlaanderen), meer bepaald deelgemeente Appelterre, was gekend voor zijn tabaksteelt. Verders werd in de Gaume nog tabak geteeld.
In Wervik staat het Belgisch Nationaal Tabaksmuseum.

## Tabaksteelt in Nederland

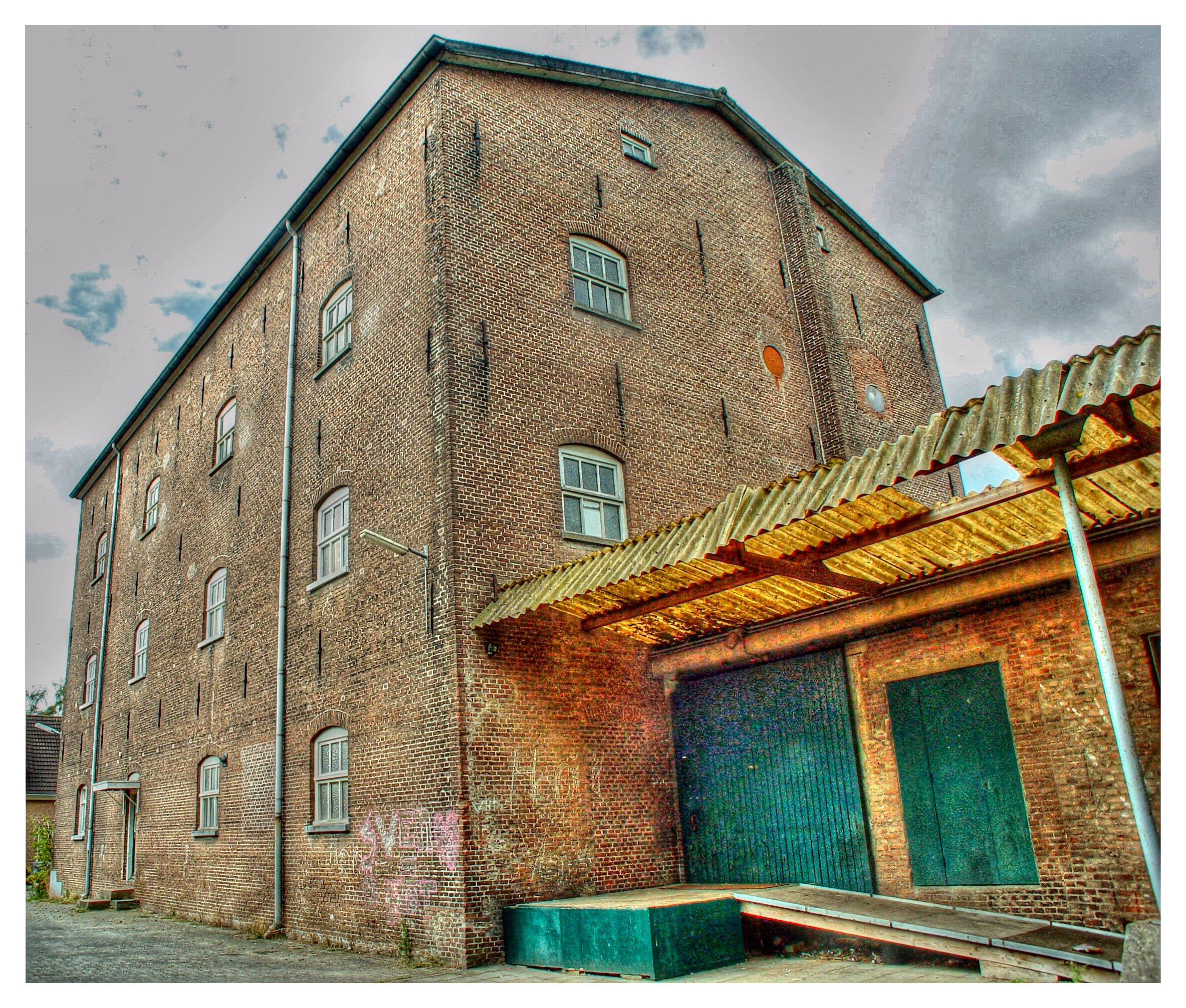
Het Tabaksmagazijn in Druten

In Nederland begon de tabaksteelt omstreeks 1610 in Veere, gevolgd door Amersfoort rond 1615. Van daaruit verspreidt de teelt zich over de Utrechtse Heuvelrug en later naar de Betuwe. In 1654 kwam de teelt in het Betuwse Elst voor en in 1676 ook in Bemmel. Omstreeks 1636 begon men rond Nijkerk veel tabak te verbouwen, wat in die tijd voor veel winst zorgde. Rond 1900 is de teelt in Nijkerk verdwenen.
Tijdens de Franse overheersing werd de teelt door Frankrijk streng gereguleerd en verminderde de tabaksteelt in Nederland, om na 1813 weer op te leven. De teelt van Nederlandse tabak was winstgevend, omdat deze kon worden gemengd met tabak uit Indië, waarvan zo de prijs werd gedrukt. Dat gaf de Nederlandse tabakshandelaren een concurrentievoorsprong op de Engelsen.
Aan de voet van de Utrechtse Heuvelrug, in Elst, Amerongen, Rhenen, Veenendaal en Barneveld, en in de Betuwe en het Land van Maas en Waal werd rond 1850 veel tabak geteeld en stonden er veel tabaksschuren. Ook op Middachten stond vroeger een tabaksschuur. Er vond in die tijd ook nog uitbreiding van de teelt plaats. Zo werd op de warme zuidhelling van de Utrechtse Heuvelrug in 1853 door de familie Ruys de tabaksplantage met bijbehorende schuur Plantage Willem III te Elst gesticht.
Rond 1900 nam de concurrentie van de in de warmere streken geteelde tabak sterk toe en was de teelt over zijn hoogtepunt.
Na de Tweede Wereldoorlog is de teelt uit Nederland verdwenen. Op een paar plaatsen in Nederland zijn nog schuren en gebouwen te vinden die herinneren aan de tabaksteelt, zoals het Tabaksteeltmuseum in Amerongen en het Tabaksmagazijn in Druten (Gelderland).